# Бербанк (округ Санта Клара, Калифорнија)
Бербанк (енгл. Burbank, Santa Clara County) насељено је место без административног статуса у америчкој савезној држави Калифорнија.

## Демографија
По попису из 2010. године број становника је 4.926, што је 313 (-6,0%) становника мање него 2000. године.
| Група             | 2000.         | 2010.         |
| Белци             | 2.330 (44,5%) | 1.774 (36,0%) |
| Афроамериканци    | 154 (2,9%)    | 135 (2,7%)    |
| Азијати           | 353 (6,7%)    | 379 (7,7%)    |
| Хиспаноамериканци | 2.259 (43,1%) | 2.509 (50,9%) |
| Укупно            | 5.239         | 4.926         |